# Willy Hanft
Willy Hanft (ur. 8 grudnia 1888 w Hanowerze, zm. 19 lipca 1987 w Norymberdze) – niemiecki malarz.

## Życiorys
W latach 1908–1913 studiował malarstwo w Akademii Sztuk w Düsseldorfie (Kunstakademie Düsseldorf) pod kierunkiem profesorów Adolfa Männchena, Willego Spatza i Dietricha. W latach 1920–1940 tworzył we własnej pracowni w dzielnicy Drezna - Blasewitz, oraz w Düsseldorfie. W latach 1938–1944 jego prace wystawiano regularnie na Wielkiej Niemieckiej Wystawie Sztuki (Grosse Deutsche Kunstausstellung), prezentująca „Sztukę III Rzeszy”, zgodną z linią ideologiczną III Rzeszy) w Monachium:
- 1938 – „Pomoc zimowa” (Winterhilfe)
- 1939 – obraz olejny na wystawie towarzyszącej
- 1940 – „Gospodarstwo Sudeckoniemieckie” (Sudetendeutscher Bauernhof)
- 1941 – obraz olejny na wystawie towarzyszącej
- 1942 – „Izba Sudeckoniemiecka” (Sudetendeutsche Bauernstube)

Biorąc pod uwagę ilość i zakres tematyki stworzonych przez niego pejzaży należy wyciągnąć wniosek iż tworzył w wielu miejscach, lecz szczególnie w obszarze alpejskim.
W 1943 został w wyniku pomyłki wymieniony jako zmarły. W latach 1945–1952 tworzył przede wszystkim w Dreźnie, w lipcu 1952 przeprowadził się do śródmieścia Drezna. W 1977 owdowiał, w 1979 zawarł związek małżeński z Wilhelminą Meyer z Zirndorfu. W maju 1983 przeprowadził się do Norymbergi, gdzie zmarł w 19 lipca 1987.
Podstawą jego twórczości były pejzaże oraz martwe natury z kwiatami. Pod względem techniki malarskiej koncentrował się na technice malarstwa olejnego.

## Prace
(Wybór pejzaży z uwzględnieniem położenia geograficznego i motywów)

### Pejzaże

#### Morze Bałtyckie
- „Rugia / Rügen“. obraz olejny na kartonie, 14 x 20 cm.

#### Dolna Saksonia
- „Stawy Meißendorfskie w pobliżu Walsrode / Meißendorfer Teiche nahe Walsrode“. Obraz olejny na płótnie, ok. 60 x 80 cm.
- „Droga brzozowa k. Hermannsburga / Birkenweg bei Hermannsburg (Lüneburska Pustać)“. Obraz olejny na płótnie 100 x 70 cm.
- „Droga brzozowa k. Buchholza / Birkenweg bei Buchholz nahe Hannover“. Obraz olejny na płótnie 80 x 60 cm.

#### Bawaria
- „Letni widok na dolinę Naabu k. Ratyzbony / Blick in das sommerliche Naabtal bei Regensburg“. Obraz olejny na płótnie, 70,5 x 100 cm.
- „Żniwa we Frankońskiej Szwajcarii k. Pegnitz / Erntelandschaft der fränkischen Schweiz nahe Pegnitz“. Obraz olejny na płótnie, 59 x 79 cm.
- „Motyw z Watzmannem k. Berchtesgaden / Motiv bei Berchtesgaden mit Watzmann“. Obraz olejny na płótnie, 70 x 100 cm.
- „Widok na jezioro alpejskie z pobliskimi pasmami górskimi / Blick auf den Alpsee mit umgebenden Gebirgszügen“. Obraz olejny na płótnie, 79 x 111 cm.

#### Schwarzwald
- „Krajobraz Schwarzwaldu w Luisenbach k. Fryburga / Schwarzwaldlandschaft bei Luisenbach, bei Freiburg“. Obraz olejny na płótnie, 70 x 100 cm.
- „Dolina Schwarzwaldzka / Schwarzwaldtal“. Obraz olejny na płótnie, 65 x 90 cm.
- „Widok na dolinę rzeki Wiese / Blick ins Wiesental“. Obraz olejny na płótnie, 98 x 138 cm.

#### Szwajcaria
- „Górna Engadyna: widok na Przełęcz Novena / Oberengadin: Blick von Hochnufenen gegen Maloja“. Obraz olejny na płótnie, 70 x 100 cm.
- „Matterhorn w lecie / Matterhorn im Sommer“. Obraz olejny na płótnie, 70 x 100 cm.
- „Jezioro Oeschinen z masywem Blüemlisalpu/ Oeschinensee mit Blüemlisalpmassiv“. Obraz olejny na kartonie, 80 x 100 cm.

#### Austria
- „Jezioro Wolfganga / Wolfgangsee“. Obraz olejny na płótnie, 70x100 cm
- „Jezioro Panieńskie / Jungfernsee z południowego wschodu“. Obraz olejny na płótnie, 80 x 100 cm.

#### Alpy włoskie
- „Wenecja / Venedig“. Obraz olejny na płótnie, 30 x 40 cm.
- „Pejzaż z jeziorem górskim w Alpach włoskich / Landschaft mit Bergsee in Oberitalien“. Obraz olejny na płótnie, 30 x 40 cm.
- „Zwölferhorn/Dolomity“ (?; opis z tyłu obrazu)[1]. Obraz olejny

#### Inne motywy
- „Dom w Lesie / Das Waldhaus“. Obraz olejny na płótnie, 83 x 115 cm.
- „Wozy drabiniaste ze słomą na podgórzu / Heufuhrwerk in hügeliger Landschaft“. Obraz olejny na płótnie, 30 x 40 cm.
- „Złota jesień / Goldene Herbstpracht“. Vor 1936. ca. 32 x 24 cm.
- „Wiosna / Frühling“. 45,5 x 60,8 cm.
- „Nad Dunajem / An der Donau“. 100 cm x 76 cm. Link do obrazu Willi Hanft

### Martwa natura
- „Stół z bażantem, owocami i wazonem / Tisch mit Fasan, Früchten, Vase“. Obraz olejny na płótnie, ca. 70 x 100 cm.
- „Stół z owocami i kwiatami / Tisch mit Obst und Blumen“. 115 x 48 cm.
- „Kwiaty w martwej naturze / Blumenstilleben“. 52 x 42 cm.
- „Nasturcje w niebieskim wazonie / Kapuzinerkresse in blauem Henkelkrug“. Obraz olejny na kartonie. 38 x 33,5 cm.
- „Bratki w białej donicy / Stiefmütterchen in weißem Krug“. Obraz olejny na kartonie. 38 x 33,5 cm.
- „Wielki bukiet słoneczników i gladiolii w niebieskim wazonie / Großer Strauß mit Sonnenblumen und Gladiolen in blauer Vase“. Obraz olejny na płótnie. 80 x 60 cm.
- „Stół z daliami w szklanym wazonie, jabłkami na szklanej szali i niebieską filiżanką / Tisch mit Dahlien in Glasvase, Äpfeln in Glasschale, blauer Tasse“